# Andi Naude
Andi Naude (* 10. Januar 1996 in Regina) ist eine kanadische Freestyle-Skierin. Sie startet in den Buckelpisten-Disziplinen Moguls und Dual Moguls.

## Werdegang
Naude startete in der Saison 2011/12 im Nor-Am Cup. Dabei erreichte sie sechs Podestplatzierungen, darunter vier Siege. Sie belegte damit den ersten Platz in der Moguls-Disziplinenwertung. Ihr Debüt im Weltcup hatte sie am 18. März 2012 in Megève, wo sie den Dual-Moguls-Wettbewerb auf dem 16. Platz beendete. Zu Beginn der Weltcupsaison 2012/13 kam sie in Ruka mit dem fünften Platz im Dual Moguls erstmals unter die ersten zehn. Bei den Weltmeisterschaften 2013 in Voss belegte sie den zwölften Platz im Moguls und den siebten Platz im Dual Moguls. In der Saison 2013/14 erreichte sie bei elf Weltcupteilnahmen viermal eine Top-Zehn-Platzierung und errang zum Saisonende den siebten Platz im Moguls-Weltcup.
In der folgenden Saison 2014/15 kam sie im Weltcup fünfmal unter die ersten Zehn und erreichte in Lake Placid mit dem dritten Platz im Moguls-Wettbewerb ihre erste Weltcup-Podestplatzierung. Beim Saisonhöhepunkt, den Weltmeisterschaften 2015 am Kreischberg, belegte sie den zwölften Rang im Dual Moguls. Die Saison beendete sie auf dem fünften Platz im Moguls-Weltcup. In der Saison 2015/16 wurde Naude Dritte im Moguls in Calgary und Zweite im Dual Moguls in Moskau; wie im Vorjahr reichte dies für den fünften Rang im Moguls-Weltcup. In der folgenden Saison 2016/17 kam sie im Weltcup siebenmal unter die ersten Zehn, darunter je zwei zweite und dritte Plätze, und erreichte damit den vierten Rang im Moguls-Weltcup. Bei den Weltmeisterschaften 2017 in der Sierra Nevada belegte sie den 13. Platz im Moguls und den neunten Platz im Dual-Moguls. Im März 2017 wurde sie kanadische Moguls-Meisterin.
Naude nahm bisher an 52 Weltcuprennen teil und kam dabei 24-mal unter die ersten Zehn (Stand: Saisonende 2016/17).

## Erfolge

### Olympische Spiele
- Pyeongchang 2018: 6. Moguls

### Weltmeisterschaften
- Voss 2013: 7. Dual Moguls, 12. Moguls
- Kreischberg 2017: 12. Dual Moguls, 34. Moguls
- Sierra Nevada 2017: 9. Dual Moguls, 13. Moguls

### Weltcup
Naude errang im Weltcup bisher 10 Podestplätze.
Weltcupwertungen:
| Saison  | Gesamt | Gesamt | Moguls | Moguls |
| Saison  | Platz  | Punkte | Platz  | Punkte |
| ------- | ------ | ------ | ------ | ------ |
| 2012/13 | 56.    | 23     | 14.    | 272    |
| 2013/14 | 44.    | 26     | 7.     | 282    |
| 2014/15 | 19.    | 36     | 5.     | 327    |
| 2015/16 | 25.    | 38,25  | 5.     | 306    |
| 2016/17 | 19.    | 42,73  | 4.     | 470    |

### Nor-Am Cup
- Saison 2011/12: 1. Moguls-Disziplinenwertung
- 6 Podestplätze, davon 4 Siege

### Juniorenweltmeisterschaften
- Jyväskylä 2011: 6. Moguls, 7. Dual Moguls

### Weitere Erfolge
- kanadischer Meistertitel (Moguls 2017)
- 1 Podestplatz im Europacup